# Jean Britaud
Jean Britaud, né pendant la première moitié du XIIIe siècle et mort en 1278, est le fils de Henri Britaud et de son épouse Ermengarde de Bolegny. À la mort de son père, il devient seigneur de Nangis tandis que sa sœur Héloïse Britaud devient vicomtesse de Provins.
Il s'illustre auprès du roi Saint Louis qui le nomme panetier de France. Proche du frère de ce roi, Charles d'Anjou, il l'accompagne dans ses guerres en Italie où il devient connétable de Sicile puis vicaire de Toscane.
Il participe par la suite à la huitième croisade contre Tunis auprès de son roi.
Son nom et ses armes figurent dans la quatrième des salles des Croisades du château de Versailles.
Il meurt en France en 1278 sans héritier mâle.

## Biographie
Jean Britaud est le fils de Henri Britaud, vicomte de Provins et seigneur de Nangis, et de son épouse Ermengarde de Bolegny. À la mort de son père, il devient seigneur de Nangis tandis que sa sœur Héloïse Britaud hérite du titre de vicomtesse de Provins, séparant ainsi les possessions familiales du domaine royal de celles du comté de Champagne. Il apparait d'abord dans l'entourage de ce comte, mais c'est auprès du roi de France qu'il prend son essor. Vers 1260, il est nommé panetier de France par Saint Louis.
Quelques années plus tard, il rejoint l'armée du Charles d'Anjou, frère du roi, pour chasser définitivement les Hohenstaufen du royaume de Sicile.
Une fois le roi Manfred Hohenstaufen vaincu lors de la bataille de Bénévent, Charles d'Anjou prend possession du royaume et le nomme connétable de Sicile, un des postes militaires les plus importants en tant que détenteur du commandement des forces armées. Il participe ensuite à la bataille de Tagliacozzo puis au procès à Naples de Conradin, dernier représentant légitime des Hohenstaufen, dont il s'occupe par la suite du testament.
Charles d'Anjou lui confie ensuite le poste de vicaire de Toscane afin de maîtriser les gibelins de la région. Là-bas, il se distingue à la bataille de Colle di Val d'Elsa , livrée le 17 juin 1269, dans laquelle, malgré une infériorité numérique, il inflige une très dure défaite aux gibelins siennois. Le chroniqueur florentin Giovanni Villani le nomme dans sa Chronique avec le nom de Giambertoldo, réunissant en un seul mot son prénom et son nom.
Durant ses activités en Toscane, il a à son service Brunetto Latini, maître de Dante Alighieri, et a obtenu tous les fiefs du baron rebelle Guglielmo de Parisio (it) entre la Capitanata, la Basilicate et la Terre d'Otrante.
En mars 1270, il est rappelé en France et Guy de Montfort est nommé vicaire à sa place. Entre-temps, Charles d'Anjou a préparé le soutien de la huitième croisade, contre Tunis, organisée par son frère le roi Louis IX, et Jean Britaud fait partie de la suite de ce roi. À son retour de croisade, il retourne en France et en 1272, il est chargé de recueillir l'héritage de feu le comte de Poitou, frère de Charles, ce qui lui prend plusieurs années.
Il meurt en France entre le 11 avril et le 30 août 1278. Ne laissant pas d'héritier mâle, ses biens sont dévolus à la couronne à de France.

## Mariage et enfants
Il épouse en premières noces Marguerite de Nemours, avec qui il a deux filles :
- Jeanne Britaud, qui épouse Raymond III des Baux, comte d'Avellino et seigneur des Baux, mais qui meurt sans avoir eu d'enfant ;
- Philippa Britaud, qui épouse Bouchard VII de Montmorency, seigneur de Saint-Leu et de Deuil, d'où postérité.

Devenu veuf, il épouse en secondes noces Héloïse de Beaumont, fille de Pierre de Beaumont, chambrier du royaume de Sicile, et de Philippa di Ceccano, avec qui il a un autre enfant :
- Jean Britaud, mort jeune à Castelnuovo della Daunia pendant que son père était en France.

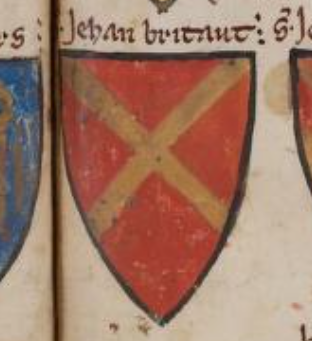
Armoiries de Jean Britaud de Nangis, isues de l'Armorial Le Breton.